# Ösels herrlandslag i fotboll
Ösels herrlandslag i fotboll representerar den estländska Östersjö-ön Ösel i fotboll på herrsidan. Man är inte med i Fifa eller Uefa. Däremot i  International Island Games Association, och kan delta i Internationella öspelen.
Spelarmaterialet hämtas oftast från klubblag som FC Kuressaare och JK Sörve.